# Aglal
 (mars 2024).
Aglal est un village et le siège de la commune de Lafia dans le Cercle de Tombouctou dans la région de Tombouctou au Mali.